# Euphorbia bravoana
Euphorbia bravoana ist eine Pflanzenart aus der Gattung Wolfsmilch (Euphorbia) in der Familie der Wolfsmilchgewächse (Euphorbiaceae).

## Beschreibung
Die sukkulente Euphorbia bravoana bildet viel verzweigte Sträucher bis 2 Meter Höhe aus. Der Haupttrieb erreicht einen Durchmesser von 4 Zentimeter. Die dicklichen Zweige sind nach oben gebogen und mit quer verlaufenden Blattnarben besetzt. Die linealisch-lanzettlichen Blätter stehen dicht in Rosetten an den Triebenden. Die Blattspreite ist glauk gefärbt und häufig mit einem violetten Überzug versehen. Die Ränder sind weißlich und die Blattspitze gerundet.

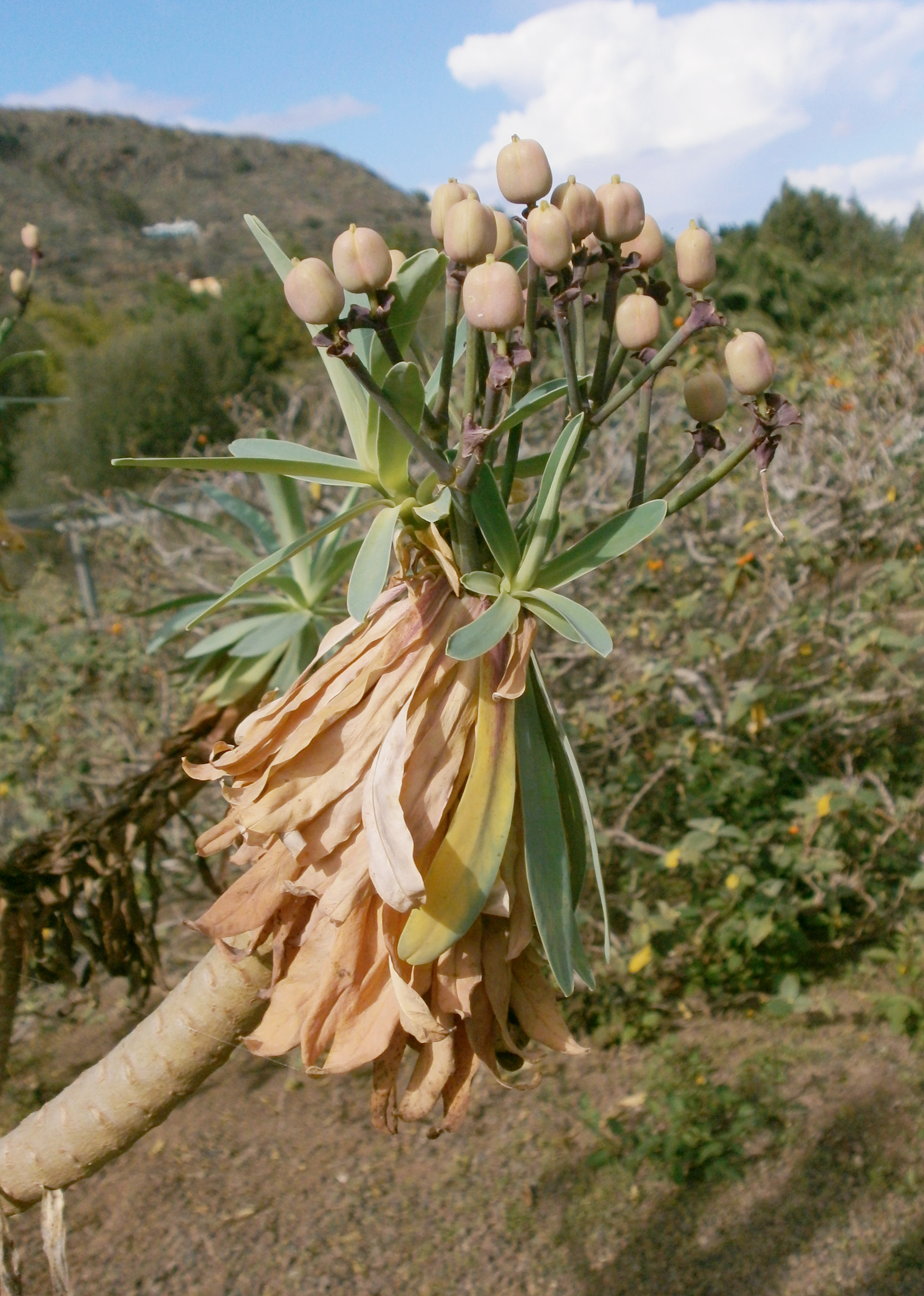
Blütenstand mit Früchten

Der Blütenstand wird aus endständigen Cymen gebildet und ist genau so lang wie die Blätter. Die Cymen bestehen aus vier- bis achtstrahligen Dolden, von denen jeder Strahl weitere zwei bis vier Strahlen ausbildet. Die breit eiförmigen Tragblätter sind violettpurpurn gefärbt und an der Basis miteinander verwachsen. Die bis 9 Millimeter großen Cyathien sind von den Tragblättern umschlossen und nahezu sitzend. Die Nektardrüsen sind elliptisch geformt. Die stumpf gelappte Frucht wird etwa 8 Millimeter groß und steht an einem herausragenden Stiel. Der konisch-eiförmige Samen wird bis 4 Millimeter groß und besitzt ein konisches Anhängsel. Die Samenoberfläche ist mit Warzen besetzt.

## Verbreitung und Systematik
Euphorbia bravoana ist endemisch im Nordosten von La Gomera in schattigen Lagen auf Felsen verbreitet.
Die Erstbeschreibung der Art erfolgte 1954 durch Erik Ragnar Svensson.